# Градски парк (Врање)
Градски парк у Врању  је један од настаријих паркова у Врању.

## Историја
Парк се налази у центру града и подигнут је 1890. године . Подигао га је тадашњи председник општине Тома Јовановић звани Гане. 
Уређивање парка, укрштање стаза и даље оплемењивање парка настављено је 1893. године за време председниковања Јована Алексића. У то време нису постојали стручни људи за уређење паркa, те је Алексић позвао Милоша Красојевића из Крагујевца, који се бавио уређењем паркова. Када је парк  урађен изгледао је као да представља природни наставак излетишта Ћошка.
Каснији председници Врањске општине, а посебно Риста Стајић и Тома Зафировић, с много воље и љубави наставили су да одржавају и дотерују парк. За време Првог светског рата Немци су парк затекли у примереном стању, па су на средини северне стране подигли болничку бараку од дрвене грађе. 
Градски парк је подигнут на простору где је пре 1878. године било Турско гробље. Некада је имао облик троугла, а улаз у парк био је са свих страна. У парку је било засађено разно дрвеће, а највише је било липовог дрвета.
Читавом дужином и ширином парка  биле су широке стазе од  четири метра у виду крста, једна се проститала правцем север-југ, а друга у правцу исток-запад.
Дрвена барака срушена је 1932. године . У њој су се повремено давале биоскопске представе, један део служио је као угоститељски објекат, и то јужни део, где су испред били постављени столови са столицама и и летњим месецима је било задовољство седети. Сваке године за време Првог маја ту се окупљала радничка класа. Том приликом амбијент испред кантине је био свечан.
На стазама је било дрвених клупа за одмор које су се у јесен склањале и одношене,а у пролеће поново су враћане. Парк је имао чувара који се бринуо за ред. 
На средини парка где су се укрштале стазе, сваког пролећа и лета одржавале су се разне приредбе: празником је свирао оркестар војне музике Првог пешадијског пука Књаз Милош Велики. За време одржавања ових приредби улаз у парк се наплаћивао јер су парк са стране обезбеђивали општински пандури. Приредбе су имале хуманитарни карактер и одржавале су се у корист сиромашних у граду.
На северозападном улазу било је тениско игралиште правоугаоног облика, које је било ограђено плетеном жицом висине два метра. У граду су тенис углавном играли интелектуалци и студенти. Јован Јанковић Лунга, велики дародавац, новчано је помагао клуб и Врањанци су по њему назвали свој клуб.

## Данас
Градски парк у Врању данас је модеран парк кога красе крошње дивљих кестенова који су стари више деценија година и четинари. У парку има доста шетача и на оближњим клупама има грађана који се одмарају у сенци кестенова, док неки радо читају штампу.  Градски парк се граничи са северне стране са улицом Кнеза Милоша, са западне са улицом Змај Јове, с јужне стране Врањском гимназијом и са источне стране  Партизанском улицом.
Највише посетилаца градског парка је из редова ђака Врањске гимназије и студената. На западу према Змај Јовиној улици налази се модерно дечје игралиште које малишани радо посећују нарочито у летњим месецима.
У централном делу налази се споменик подигнут у част Борисаву Станковићу, чувеном писцу који је прославио Врање. Такође се у близини споменика налазе бисте најзначајнијих Врањанаца из света науке. Ту су бисте  Оца Јустина Поповића, др Ђорђа Тасића,  др Фрање Копше и др Јован Хаџи-Васиљевић.
Традиционално, већ дужи низ година за редом, у градском парку у Врању 1. маја се организује Међународна изложба паса  свих раса.